# Bill Kaysing
William Charles Kaysing (31 de Julho de 1922 – 21 de Abril de 2005) foi um autor que ficou famoso por alegar que os seis pousos lunares do projeto Apollo entre julho de 1969 e dezembro de 1972 foram embustes. É conhecido como a pessoa que iniciou o movimento da fraude da Lua.

## Educação e histórico profissional
Kaysing ingressou na Marinha em 1940 como aspirante e, eventualmente, foi enviado para a escola dos oficiais de treinamento, o que o levou a frequentar a Universidade do Sul da Califórnia. Em 1949 ele recebeu seu bacharelado em Inglês pela Universidade de Redlands. Mais tarde, ele trabalhou por um tempo como um fabricante de móveis, antes de trabalhar na Rocketdyne (uma divisão da North American Aviation e depois da Rockwell International), no período de 1956 a 1963. A Rocketdyne foi a empresa responsável pela construção dos motores de foguetes Saturn V. Kaysing foi chefe da empresa de publicações técnicas, mas não atuou como um engenheiro ou cientista, uma vez que não possuía formação técnica na área.
Kaysing alega ter trabalhado na Rocketdyne a partir de 13 de fevereiro de 1956, como escritor técnico sênior, passando em seguida (em 24 de setembro de 1956) a analista de serviço, e a partir de 15 de setembro de 1958 ele alega ter trabalhado como engenheiro de serviço, seguindo a partir de 10 de outubro de 1962 como analista de publicações. Em 31 de maio de 1963 ele demitiu-se da empresa por motivos pessoais.